# 珞珈碘泡虫
珞珈碘泡虫（学名：Myxobolus lokiaensis）为碘泡科碘泡虫属的动物。在中国，分布于湖北等，营寄生生活，寄生在鲫的膀胱。